# Vavřinita
La vavřinita és un mineral de la classe dels sulfurs. Rep el nom en honor d'Ivan Vavřín (1937-), químic analític del Czech Geological Survey i un dels descobridors del mineral, en reconeixement de les seves investigacions dels minerals de tel·luri i contribucions significatives a la investigació sobre dipòsits de sulfurs de coure i níquel.

## Característiques
La vavřinita és un sulfur de fórmula química Ni₂SbTe₂. Va ser aprovada com a espècie vàlida per l'Associació Mineralògica Internacional l'any 2005. Cristal·litza en el sistema hexagonal.
Segons la classificació de Nickel-Strunz, la vavřínita pertany a «02.C - Sulfurs metàl·lics, M:S = 1:1 (i similars), amb Ni, Fe, Co, PGE, etc.» juntament amb els següents minerals: achavalita, breithauptita, freboldita, kotulskita, langisita, niquelina, sederholmita, sobolevskita, stumpflita, sudburyita, jaipurita, zlatogorita, pirrotina, smythita, troilita, cherepanovita, modderita, rutenarsenita, westerveldita, mil·lerita, mäkinenita, mackinawita, hexatestibiopanickelita, braggita, cooperita i vysotskita.

## Formació i jaciments
Va ser descoberta a Kunratice, una prospecció d'urani abandonada durant l'era soviètica, situada a Šluknov a la Regió d'Ústí nad Labem, a la República Txeca. Es tracta de l'únic indret on ha estat descrita de manera correcta aquesta espècie mineral a tot el planeta, tot i que ha estat esmentada sense confirmar-se la seva presència tant a la Xina del Sud-oest com al comtat de Chester, a Pennsilvània (Estats Units).